# Stancja
Stancja (wł. stanza, czyt. stanca – pokój, izba) – określenie mieszkania, pokoju lub izb wynajmowanych poza miejscem stałego zamieszkania, głównie na czas nauki (głównie szkoły średniej i studiów). Ceny najmu mieszkania na ten cel, podobnie jak ceny innych mieszkań, uzależnione są od miejscowości.